# HD108382
HD108382 — хімічно пекулярна зоря спектрального класу
A3 й має  видиму зоряну величину в смузі V приблизно  5,0.
Вона  розташована на відстані близько 282,1 світлових років від Сонця.

## Фізичні характеристики
Зоря HD108382 обертається 
досить швидко 
навколо своєї осі. Проєкція її екваторіальної швидкості на промінь зору становить  Vsin(i)= 80км/сек.